# Peter Watts
Peter Watts, född 1958, är en kanadensisk marinbiolog som på senare år etablerat sig som science fiction-författare.

## Biografi
Watts tillbringade tio år med att skaffa sig akademiska meriter inom marina däggdjurs ekofysiologi och ytterligare tio med att söka försörja sig på dessa kvalifikationer. Han försökte bli oberoende av aktiva intressegrupper, vilket visade sig svårare än han föreställt sig. Under hela 90-talet var han avlönad dels av djurens väl-rörelsen som värnade om marina däggdjur, dels av amerikanska fiskeindustrin. Eftersom han ändå gjorde fiktion av vetenskapen, beslöt han slutligen att han lika väl kunde lägga till några figurer och lite handling och försöka sälja det hela på en bredare marknad än Journal of Theoretical Biology. Han ägnade mycket tid åt att bestämma sig för, om han ville vara författare eller vetenskapsman. Detta ledde till att han nu ser sig som en marginell hybrid av båda.
Han är sedan sommaren 2011 gift med den kanadensiska fantasyförfattaren Caitlin Sweet.

### Gränsincident
I december 2009 blev Watts stoppad av amerikanska gränsvakter för en slumpmässigt utvald kontroll. Watts anklagades för att ha misshandlat en tulltjänsteman, och gränspatrullen sade att de hade använt pepparsprej mot Watts efter att han blivit aggressiv. Enligt Watts blev han misshandlad, slagen i ansikted, pepparsprejad och kastad i fängelse över natten. I april 2010 dömdes han till villkorlig dom och böter. Watts egen skildring av händelsen väckte uppmärksamhet och indignation på internet. En lokaltidning, Port Huron Times-Herald, försökte med hjälp av Freedom of Information Act få ut videobilderna från övervakningskameran, men fick sin begäran avslagen med hänvisning till att det var en pågående utredning.

## Författarskap
Watts första roman Starfish (2000) introducerade Lenie Clarke, en kraftverksarbetare som är fysiskt modifierad att klara ett liv under vatten vid djuphavsbaserade anläggningar. Denne är även huvudperson i de påföljande: Maelstrom (2001), Behemoth: β-Max (2004) och Behemoth: Seppuku (2005).  De senaste volymerna utgör en roman, publicerad i två delar, av kommersiella skäl. Starfish, Maelstrom och Behemoth är därför en trilogi med samlingsnamnet "Rifters" efter de djuphavsanpassade människorna.
Blindsight, släppt i oktober 2006, kan beskrivas som en neurobiologisk betraktelse över första kontakt med utomjordingar sett från synen hos en posthuman zombie-besättningsman på en stjärnfarkost under befäl av en vampyr. Den nominerades till Hugopriset i romankategorin. Han tilldelads Hugopriset för bästa långnovell 2010.
Watts har även lett kurser för manusförfattare av animerad science fiction-film och TV-projekt. Han var inblandad i att skriva de tidiga utkasten till vad som kom att bli datorspelet Homeworld 2, och arbetade som författare och rådgivare med Crysis 2.
Watts har gjort sina romaner och några av sina noveller tillgängliga på sin webbsida under Creative Commons-licens.

### Romaner
- Rifters-trilogin
  1. Starfish (1999) (tillgänglig online)
  2. Maelstrom (2001) (tillgänglig online)
  3. Behemoth: β-Max (2004)
  4. Behemoth: Seppuku (2005) (tillgänglig online)
- Blindsight (2006) (tillgänglig online)
- Crysis: Legion (2011)

### Samlingar
- Ten Monkeys, Ten Minutes (2000)

### Noveller
- "A Niche" (1990)
- "Nimbus" (1994)
- "Flesh Made Word" (1994)
- "Fractals" (1995)
- "Bethlehem" (1996)
- "The Second Coming of Jasmine Fitzgerald" (1998)
- "Home" (1999)
- "Bulk Food" (2000) med Laurie Channer
- "Ambassador" (2001)
- "A Word for Heathens" (2004)
- "Mayfly" (2005) med Derryl Murphy
- "Repeating the Past" (2007)
- "The Eyes of God" (2008)
- "The Island" (The New Space Opera 2) (2009)
- "The Things", Clarkesworld Magazine (2010)
- "Malak" (Engineering Infinity, red. Jonathan Strahan) (2011)

## Utmärkelser
The Things:
- Finalist 2010 till Parsec Award för bästa Speculative Fiction Story (Short Form)
- Nominerad 2010 till BSFA-priset för bästa novell
- Vann 2010 Shirley Jackson Award för bästa novell
- Nominerad 2011 till Hugopriset för bästa novell
- 3:e platsen 2011 för priset till Theodore Sturgeons minne
- Finalist 2011 till Locuspriset för bästa novell

The Island:
- Vann Hugopriset 2010 för bästa långnovell[12]
- Nominerad för priset till Theodore Sturgeons minne 2010
- Nominerad till Locuspriset för bästa långnovell 2010

Blindsight
- Nominerad till Hugopriset 2007 för bästa roman (official announcement)
- Nominerad till 2007 års John W. Campbellpriset för bästa science fictionroman[13]
- Nominerad till 2007 års Locuspris för bästa SF roman[13]
- Finalist till 2010 års Geffen Award
- Vann SFinks Prize (av kvartalsvisa polska s-f magazinet "SFinks") för bästa roman på icke-polskt språk 2008.

Starfish:
- Nominerad till 2000 års Campbellpris[14]

A Niche:
- Knuten till "Breaking Ball" av Michael Skeet för det kanadensiska Aurora Award 1992.